# Tha Eastsidaz
Tha Eastsidaz – amerykański zespół hip-hopowy w którego skład początkowo wchodzili Snoop Dogg, Lil’ C-Style i Techniec. Grupa została założona w 1999 roku.
W nowym składzie Snoop Dogg, Tray Deee, i Goldie Loc wydali debiutancki album Snoop Dogg Presents Tha Eastsidaz w 2000 roku nakładem wytwórni Doggy Style Records. Rok później ukazał się kolejny album grupy Duces ’n Trayz: The Old Fashioned Way. Grupa rozpadła się po tym jak Tray Deee został skazany na 12 lat za usiłowanie morderstwa.

## Dyskografia
- Snoop Dogg Presents Tha Eastsidaz (2000)
- Duces ’n Trayz: The Old Fashioned Way (2001)

### Występy gościnne
- Doggy's Angels – Pleezbaleevit! (2000)
  - 03. – „Game to Get Over” (produced by DJ Battlecat)
- Various – WWF Aggression (2000)
  - 07. – „Big Red Machine” (produced by Rashad Coes)
- Snoop Dogg – Tha Last Meal (2000)
  - 09. – „Lay Low” (produced by Dr. Dre)
- Various – Bones (soundtrack) (2001)
  - 11. – „If You Came Here to Party” (produced by Warren G)
- Ruff Ryders – Ryde or Die Vol.3 (2001)
  - 06. – „Eastside Ryders” (produced by Swizz Beatz)
- Nate Dogg – Music & Me (2001)
  - 12. – „Ditty Dum Ditty Doo” (produced by Fredwreck)
- Snoop Doggy Dogg – Death Row: Snoop Doggy Dogg at His Best (2001)
  - 09. – „Eastside” (produced by L.T. Hutton)

## Nagrody
- Nowy artysta/grupa roku (2000, Source Awards) (wygrana)[potrzebny przypis]